# Careproctus patagonicus
Careproctus patagonicus är en fiskart som beskrevs av Jesús Matallanas och Pequeño 2000. Careproctus patagonicus ingår i släktet Careproctus och familjen Liparidae. Inga underarter finns listade.